# مارك روبنسون (سياسي)
مارك روبنسون (بالإنجليزية: Marc Robinson)‏ هو سياسي أسترالي، ولد في 22 سبتمبر 1953. حزبياً، نشط في حزب العمال الأسترالي.